# Emblema della Guinea-Bissau
L'emblema della Guinea-Bissau fu adottato immediatamente dopo l'indipendenza dal Portogallo nel 1973.
Nell'emblema si notano:
- la stella nera che è parte del simbolismo panafricano;
- la conchiglia dorata che è un simbolo delle nazioni dell'Africa occidentale;
- i due rami di olivo simmetrici;
- il motto Unidade, Luta, Progresso che tradotto in italiano significa: Unità, lotta, progresso.